# Cavaline Nahimana
Cavaline Nahimana (* 14. Januar 1997) ist eine burundische Leichtathletin, die im Langstreckenlauf antritt.

## Sportliche Laufbahn
Erste internationale Erfahrungen sammelte Cavaline Nahimana 2014 bei den Afrikanischen Jugendspielen in Gaborone, bei denen sie in 9:24,51 min die Bronzemedaille im 3000-Meter-Lauf gewann. Damit qualifizierte sie sich auch für die Olympischen Jugendspiele in Nanjing, bei denen sie in 9:14,45 min auf Rang fünf gelangte. Im Jahr darauf belegte sie bei den Juniorenafrikameisterschaften in Addis Abeba in 17:17,33 min den sechsten Platz über 5000 Meter, wie auch bei den Afrikameisterschaften 2016 in Durban in 15:47,90 min. Bei den Crosslauf-Weltmeisterschaften 2017 in Kampala lief sie nach 34:35 min auf Rang 19 ein und zwei Jahre darauf wurde sie bei den Crosslauf-Weltmeisterschaften 2019 in Aarhus in 39:21 min 37. Im August nahm sie im 5000-Meter-Lauf erstmals an den Afrikaspielen in Rabat teil und belegte dort in 15:57,13 min Rang acht, ehe sie bei den Weltmeisterschaften in Doha mit 16:25,82 min im Vorlauf ausschied. 2023 startete sie im Marathonlauf bei den Weltmeisterschaften in Budapest und musste dort ihr Rennen vorzeitig beenden.

## Persönliche Bestleistungen
- 3000 Meter: 9:07,23 min, 20. August 2014 in Nanjing (burundischer U20-Rekord)
- 5000 Meter: 15:33,90 min, 21. Juni 2019 in Carquefou
- 10-km-Straßenlauf: 32:48 min, 2. Dezember 2018 in Valencia
- Halbmarathon: 1:11:33 h, 8. Mai 2022 in Bukarest
- Marathon: 2:30:09 h, 3. April 2022 in Mailand